# Elysia ellenae
Elysia ellenae is een slakkensoort uit de familie van de Plakobranchidae. De wetenschappelijke naam van de soort werd voor het eerst geldig gepubliceerd in 2013 door Ortea, Espinosa en Caballer.